# François-Toussaint Villers
Pour les articles homonymes, voir Villers.
François-Toussaint Villers (25 janvier 1749, Rennes - 15 novembre 1807, Nantes) est un membre du clergé et un homme politique de la Révolution française. 

## Biographie
Au sortir du collège, il embrasse l'état ecclésiastique et entre chez les Capucins. Toutefois, avant de prononcer ses vœux, il passe dans le clergé séculier et devient curé de la paroisse de Saint-Philbert-de-Grand-Lieu.
Partisan de la Révolution, il est élu administrateur puis président du département de Loire-Inférieure en 1790. Dans le cadre de son sacerdoce, il bénit le drapeau de la garde nationale locale et prête le serment constitutionnel. 

### Mandat à la Convention
La monarchie constitutionnelle mise en place par la constitution du 3 septembre 1791 prend fin à l'issue de la journée du 10 août 1792 : les bataillons de fédérés bretons et marseillais et les insurgés des faubourgs de Paris prennent le palais des Tuileries. Louis XVI est suspendu et incarcéré à la tour du Temple.
En septembre 1792, François-Toussaint Villers, alors président du directoire de la Loire-Inférieure, est élu député du département, le cinquième sur huit, à la Convention nationale.
Il siège sur les bancs de la Plaine. Lors du procès de Louis XVI, il vote la mort et rejette l'appel au peuple et le sursis à l'exécution de la peine. En avril 1793, il est absent lors du scrutin sur la mise en accusation de Jean-Paul Marat. Le 9 mars 1793, Pierre-Toussaint Villers est en effet envoyé en mission aux côtés de Joseph Fouché (député de la Loire-Inférieure) dans les départements de la Loire-Inférieure et de la Mayenne afin d'y accélérer le levée en masse. En mai, de retour à la Convention, il vote en faveur du rétablissement de la Commission des Douze. 
En juillet, il prend la défense de son collègue Charles Saint-Martin-Valogne (député de l'Aveyron), brièvement inculpé par François Chabot (député de l'Aveyron). En brumaire an II (novembre 1793), le même jour que Jean-Baptiste Gobel (archevêque de Paris) et en même temps que son collègue Jean-René Gomaire (député du Finistère), il renonce solennellement à ses fonctions ecclésiastiques. 
Sous la Convention thermidorienne, il est envoyé en mission avec Philippe-François Desrues à Brest et à Lorient, qu'il visite en nivôse et en pluviôse an III. Les deux hommes renvoient devant le comité de sûreté générale Joseph Donzé de Verteuil, qui occupait jusqu'au 26 thermidor les fonctions d'accusateur public près le tribunal révolutionnaire de Brest.
De retour à Paris, il demande que les membres du comité révolutionnaire de Nantes acquittés par le tribunal révolutionnaire soient remis en jugement. Le 16 messidor an III (4 juillet 1795), il est élu secrétaire de l'Assemblée. Par ailleurs, il s'oppose au projet d'amnistie en faveur des auteurs de la journée du 1er prairial an III, mais appuie la pétition en faveur de Robert Lindet.

### Du Directoire au Premier Empire
Le 22 vendémiaire an IV (14 octobre 1795), il est élu député par la Loire-Inférieure au Conseil des Cinq-Cents par 132 voix sur 134 votants et par la Haute-Saône par 153 voix sur 251 votants. Il s'oppose alors à la formation d'une commission pour examiner les réclamations de Vaublanc qui, proscrit le 13 vendémiaire, venait d'être élu député, et conclut à l'ordre du jour par ces mots: « Les espérances des ennemis de la patrie sont encore une fois trompées ». Élu secrétaire puis président de l'Assemblée, son nom est gravé sur la médaille octogone en argent que les architectes Gisors et Leconte placent sous le marbre de la tribune des orateurs avec d'autres objets lorsque le Palais Bourbon est affecté aux séances de l'Assemblée en 1795.
Le 2 germinal an VI (22 mars 1798), il est réélu député de la Loire-Inférieure au Conseil des Cinq-Cents. Lors du coup d'État du 18 fructidor an V, il fait voter la permanence des membres du Corps législatif et la prestation dans les vingt-quatre heures d'un serment de haine à la royauté et à l'anarchie et de fidélité à la constitution par les députés élus lors du renouvellement par tiers suivant. Après le coup d'État du 18 brumaire, il est nommé le 4 nivôse an VIII (25 décembre 1799) par le Sénat conservateur député du même département au Corps législatif, où il siège jusqu'en 1802. S'étant spécialisé, dans les différentes assemblées où il a siégé, dans les questions relatives au commerce, et plus particulièrement aux douanes, il est ensuite nommé directeur des douanes à Nantes, où il meurt en 1807, à l'âge de 58 ans.
Il était membre depuis 1799 de la Société des sciences et arts de Nantes.
Il est le frère jumeau de Jean-Charles Villers.

## Œuvres
- « Lettre du 17 juin 1790 », Journal de la correspondance de Nantes, tome V, p. 234.
- « Discours prononcé à la bénédiction du drapeau de la garde nationale de Saint-Philibert-de-Grand-Lieu, par le curé de la paroisse, et envoyé au rédacteur par délibération de la municipalité », Journal de la correspondance de Paris à Nantes et du département de la Loire-Inférieure, tome V, no 26, p. 427-428 et no 27, supplément
- Rapport des commissaires de la Convention nationale envoyés dans les départements de la Loire-Inférieure et de la Mayenne, fait par Villers, député de la Loire-Inférieure, imprimé par ordre de la Convention nationale, Imprimerie nationale 19 pages
- « Mémoire inédit sur la navigation et le commerce », signalé p. 21 du procès-verbal de la séance publique du 5 mai 1808 Société académique de Nantes et de Loire-Inférieure, Nantes, Mme Mlassis, 1808

### Bibliograohie
- Adolphe Robert, Gaston Cougny (dir.), Dictionnaire des parlementaires français de 1789 à 1889, Paris, Bourloton, 1889, tome 5 (de Villequier à Vissaguet), p. 531
- Prosper Jean Levot, Biographie bretonne, p. 959-960
- Biographie universelle, ancienne et moderne, Paris, Louis-Gabriel Michaud, 1827, tome 49, p. 67-68